# Lendelede
Lendelede és un municipi belga de la província de Flandes Occidental a la regió de Flandes.

## Situació

Mapa de Lendelede

| - a. Izegem - b. Ingelmunster - c. Hulste (Harelbeke) |

| - d. Kuurne - e. Heule (Kortrijk) - f. Sint-Eloois-Winkel (Ledegem) |